# Éric Pacôme N'Dri
Éric Pacôme N'Dri (né le 24 mars 1978) est un athlète ivoirien, spécialiste du 100 m.
Il a remporté deux médailles aux Jeux de la francophonie, un bronze en 2001 et un argent en 2005.
Il détient le record national du relais 4 × 100 m en 38 s 60, avec ses coéquipiers Ibrahim Meité, Ahmed Douhou et Yves Sonan, obtenu lors des Championnats du monde 2001 à Edmonton où il termine 5e en finale.

## Palmarès
- 1995 :
  - Médaille de bronze du relais 4 x 100 mètres aux Jeux africains de 1995 à Harare
- 1998 :
  - Médaille d'or du relais 4 x 100 mètres aux Championnats d'Afrique d'athlétisme 1998 à Dakar
- 2001 : 
  - 3e du 100 m aux Jeux de la Francophonie au Canada